# Шу (Јура)
Шу (фр. Choux) је насељено место у Француској у региону Франш-Конте, у департману Јура.
По подацима из 2011. године у општини је живело 123 становника, а густина насељености је износила 14,87 становника/km².

## Демографија
| 1962. | 1968. | 1975. | 1982. | 1990. | 2011. |
| ----- | ----- | ----- | ----- | ----- | ----- |
| 139   | 121   | 90    | 81    | 135   | 123   |